# Sieć generatywna GAN

Ilustracja pokazująca działanie sieci GAN

Sieć generatywna GAN, generatywna sieć przeciwstawna (ang. generative adversarial network, GAN) – klasa struktur uczenia maszynowego znajdująca zastosowanie w generatywnej sztucznej inteligencji. Koncepcję tę pierwotnie opracowano w czerwcu 2014. W strukturze GAN dwie sieci neuronowe konkurują ze sobą w formie gry o sumie zerowej, w której zysk jednego agenta oznacza stratę drugiego.
Technika ta polega na generowaniu, na podstawie zestawu uczącego, nowych danych o statystykach zbliżonych do danych treningowych. Sieci GAN wytrenowane na zdjęciach mogą generować nowe obrazy, które dla ludzkich obserwatorów będą przynajmniej na pierwszy rzut oka wyglądać autentycznie i będą miały wiele realistycznych cech. Chociaż pierwotnie zaproponowano je jako formę modelu generatywnego do uczenia się bez nadzoru, sieci GAN okazały się również przydatne do uczenia się półnadzorowanego, uczenia się w pełni nadzorowanego i uczenia się przez wzmacnianie.
Podstawowa koncepcja sieci GAN opiera się na pośrednim uczeniu generatora za pomocą dyskryminatora – drugiej sieci neuronowej, której zadaniem jest ocena, na ile wygenerowane dane przypominają dane rzeczywiste. W trakcie treningu dane wejściowe są dynamicznie modyfikowane, zaś celem generatora nie jest odwzorowywanie konkretnych przykładów, lecz tworzenie danych na tyle wiarygodnych, by zmyliły dyskryminatora. Takie podejście umożliwia nienadzorowane uczenie się modelu i generowanie realistycznych danych bez konieczności stosowania zbiorów treningowych oznaczonych etykietami.